# Steunpunt tot bestrijding van armoede, bestaansonzekerheid en sociale uitsluiting
Het Steunpunt tot bestrijding van armoede, bestaansonzekerheid en sociale uitsluiting is een Belgisch instituut dat in 1999 werd opgericht via een samenwerkingsakkoord tussen de federale staat, de gemeenschappen en de gewesten. Het is actief vanuit de Koningsstraat 138 in Brussel, waar ook de FOD Budget en Beheerscontrole, Unia, Myria en vroeger ook Selor gehuisvest zijn.

## Opdrachten
Het Steunpunt heeft verschillende opdrachten, die vastgelegd werden in het samenwerkingsakkoord. Het Steunpunt: 
- inventariseert, systematiseert en analyseert informatie over bestaansonzekerheid, armoede, sociale uitsluiting en toegang tot rechten;
- formuleert aanbevelingen en concrete voorstellen over vraagstukken die betrekking hebben op armoedebestrijding;
- organiseert structureel overleg met verenigingen waar armen samenkomen en met andere private of openbare actoren die op dit vlak deskundig zijn;
- maakt om de twee jaar een verslag op over bestaansonzekerheid, armoede, sociale uitsluiting en ongelijke toegang tot de rechten.